# Antena de Oro 2013
La XLI Edició dels premis Antena de Oro 2013 se celebrà el 16 de novembre de 2013 al Gran Casino de Aranjuez, amb presentació d'Anne Igartiburu i Juan Ignacio Ocaña.

## Televisió
- Julio Somoano Rodríguez, director dels Serveis Informatius de TVE (TVE).
- Arturo Valls Mollà, presentador d' ¡Ahora caigo! (Antena 3).
- Jesús Vázquez Martínez, presentador de La voz (Telecinco).
- Hilario Pino Velasco, presentador de Noticias Cuatro (Cuatro).
- Carlos Cuesta Arce, director del programa La Marimorena (13TV).
- Más vale tarde, La Sexta.
- Informatius de cap de setmana d'Intereconomía.
- Isabel, (TVE).

## Ràdio
- Ernesto Sáenz de Buruaga, director i presentador del programa La Mañana de COPE.
- Pepa Bueno, presentadora del programa Hoy por hoy de la Cadena SER.
- María José Peláez Barceló, directora i presentadora del programa ¡Déjate de historias! d'EsRadio.
- Programa No son horas, d'Onda Cero, dirigit i presentat per José Luis Salas.
- Radio 3 de RNE.

## Trajectòria professional
- Jesús Hermida Pineda.
- Alfonso Nasarre Goicoechea

## Extraordinària
- Enrique Cerezo Torres
- Enrique Cornejo